# هورسفلدية أليفة الجزر
هورسفلدية أليفة الجزر (الاسم العلمي:Horsfieldia nesophila) هي نوع غير مؤكد من النباتات تتبع جنس الهورسفلدية من الفصيلة البسباسية.